# Framatome
Framatome — французская компания, занимающаяся разработкой и производством оборудования для атомных электростанций.

## История
Создана в 1958 году под названием Framatome, сокращение от Franco-Américaine de Constructions Atomiques («Французско-американское атомное строительство»). Первоначально была совместным предприятием компаний Schneider, Merlin Gerin и американской Westinghouse Electric для продвижения атомных технологий Westinghouse (реакторы типа PWR) в Европе. В 1976 году Westinghouse Electric продала свою долю французской компании Creusot-Loire (фр.). К этому времени Framatome была единственным производителем реакторов во Франции, построив 58 энергоблоков для национальной энергетической компании Électricité de France, и начала заключать контракты на строительство АЭС в других странах, включая АЭС Коберг в ЮАР, АЭС Ханул в Республике Корея, АЭС Даявань и АЭС Линьао в Китае. В 1989 году Framatome и Siemens создали совместное предприятие Nuclear Power International по разработке реактора типа EPR.
В 2001 году Framatome получила контроль над рядом компаний и подразделений, связанных с атомной энергетикой. Новая компания получила название Areva, собственно Framatome становится её подразделением Areva NP. В 2018 году, в связи с реорганизацией Areva, Areva NP перешла под контроль Électricité de France и вернула себе название Framatome. К этому времени компанией было построено 440 реакторов в 31 стране общей установленной мощностью 390 ГВт.